# 中央人民政府国家计划委员会

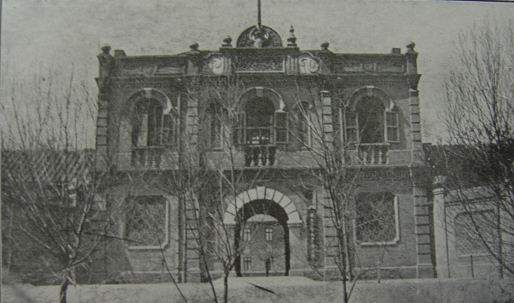
国家计委1952年初创时的办公地为北京大学法学院旧址（国立北京大学第三院），20世纪50年代以来先后用于国家计委、一机部设计院、农机部（八机部）、民政部、最高人民检察院等机构，原建筑在民政部/最高检的历次扩建中已被拆除

中央人民政府国家计划委员会是中华人民共和国国家发展和改革委员会的前身。1952年11月15日，中央人民政府委员会第十九次会议通过《关于增设中央人民政府机构的决议》，决定增设独立于中央人民政府政务院的中央人民政府国家计划委员会，简称国家计委，以加强对国家建设的集中领导。国家计委直属于中央人民政府，是一个与政务院平级的行政机构。

## 历史
1952年11月16日，中共中央作出《关于成立国家计划委员会及干部配备方案的决定》，1952年12月5日开始在北河沿54号（原为京师大学堂译学馆/北京大学法学院所在地，现为最高人民检察院所在地）办公。国家计委成立后，原由政务院财政经济委员会领导的重工业部、第一机械工业部等13部划归其领导，与政务院平行。各级人民政府相继成立地方计委，全国性计划管理机构初步建立。
1954年，高岗自杀后，周恩来执掌的政务院被改组为国务院，成为最高国家行政机关，而原本和政务院平级的国家计委改为国务院组成部门中华人民共和国国家计划委员会，1955年迁至三里河（即月坛南街38号现址）。
1998年，原国家计划委员会更名为国家发展计划委员会，2003年，原国务院体改办和国家经贸委部分职能并入，改组为国家发展和改革委员会，简称国家发改委。

## 主要官员
- 主席：高岗
- 副主席
  - 邓子恢（以上均1952年11月15日任）
  - 李富春、贾拓夫（1953年9月18日任）
- 委员
  - 陈云、彭德怀、林彪、邓小平、饶漱石、薄一波、彭真、李富春、习仲勋、黄克诚、刘澜涛、张玺、安志文、马洪、薛慕桥

## 主要工作
1952年底，国家计委筹建工作基本完成。1953年1月，各部门的工作全面展开。高岗主要抓了四方面的工作：组织干部学习；编制年度计划和第一个五年计划草案；八个工业部的工作，以及中央交给他的其他任务。